# Jan Bucquoy
Jan Bucquoy (Harelbeke, 16 de novembre de 1945) és un director de cinema, autor i situacionista belga. És conegut sobretot com un anarquista i surrealista extravagant.

## Obres destacades
- La vida sexual dels belgues, (1994) film i comèdia
- Museu de la roba interior (Le musée du slip) a Lessines (Valònia)[2][3]
- La vida sexual de Tíntin (1993)[4][5]